# Język północnotajski
Język północnotajski, język kam muang (taj. คำเมือง wymowa: kʰam mɯɑŋ; język kam muang:  wymowa: kam mɯɑŋ) – język z grupy języków tajskich, używany przez 6 mln osób w północnej części Tajlandii, w prowincjach Chiang Mai i Chiang Rai. Inne spotykane nazwy tego języka to: lanna (od dawnego królestwa Lanna), język zachodniolaotański.
Jest blisko spokrewniony ze standardowym językiem tajskim oraz językiem laotańskim, lecz tradycyjnie zapisywany jest odrębnym alfabetem lanna (yuan), wywodzącym się ze starego alfabetu mon. Obecnie coraz częściej używa się alfabetu tajskiego, natomiast pismo lanna nadal używane jest głównie przez mnichów buddyjskich.

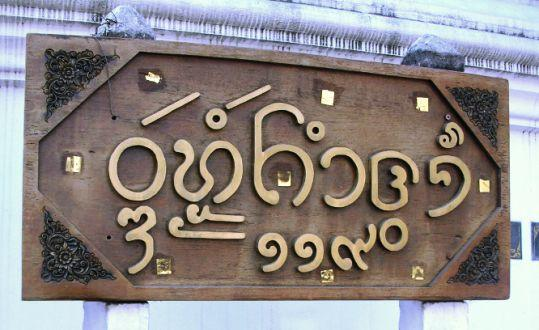
Szyld w piśmie lanna w Chiang Mai